# Graphania acceptrix
Graphania acceptrix är en fjärilsart som beskrevs av Felder 1874. Graphania acceptrix ingår i släktet Graphania och familjen nattflyn. Inga underarter finns listade i Catalogue of Life.